# Ta (ö i Mikronesiens federerade stater)
Ta är en ö i Mikronesiska federationen.   Den ligger i kommunen Ta Municipality och delstaten Chuuk, i den västra delen av landet, 500 km väster om huvudstaden Palikir.